# Oruza morma
Oruza morma är en fjärilsart som beskrevs av Swinhoe 1901. Oruza morma ingår i släktet Oruza och familjen nattflyn. Inga underarter finns listade i Catalogue of Life.